# Los delfines
Los delfines es una obra de teatro en dos actos de Jaime Salom estrenada en 1969.

## Argumento
La obra refleja la convivencia de tres generaciones de una familia tradicionalmente burguesa, pero con fuertes problemas económicos. Fernando Tuser es, al tiempo, el hijo del patriarca rígido y posesivo y el padre de una joven generación que no comprende y rechaza los valores de sus mayores. Fernando, incapaz de ordenar su vida y su familia, termina  precipitándose hacia el suicidio

## Estreno
- Teatro Nacional Calderón de la Barca, Barcelona, 31 de enero de 1969.
  - Dirección: José María Loperena.
  - Decorados: Sigfrido Burmann.
  - Figurines: Emilio Burgos.
  - Intérpretes: Carlos Lemos, Carmen Carbonell, Amparo Baró, Ramón Durán, Ana María Barbany, Carlos Lucena, Jorge Vico, Paquita Ferrándiz.

## Versión televisiva
El 8 de marzo de 1974, se emitió por Televisión española, en el espacio Estudio 1, una representación de la pieza, con dirección de Cayetano Luca de Tena e interpretación de Luis Prendes en el papel de Fernando, Nélida Quiroga, Marisa Paredes, Jaime Blanch, Tomás Blanco, Francisco Pierrá, Mayrata O'Wisiedo, Mercedes Lezcano y Modesto Blanch.